# Lambideng
Lambideng is een bestuurslaag in het regentschap Pidie van de provincie Atjeh, Indonesië. Lambideng telt 471 inwoners (volkstelling 2010).